# روبين داريو باريديس
روبين داريو باريديس (بالإسبانية: Rubén Darío Paredes)‏ هو سياسي بنمي، ولد في 1933 في بنما. انتخب رئيس بنما.